# CERGE-EI
CERGE-EI este o instituție de învățământ superior de stat din Praga. Programul oferă diploma de masterat (Master of Arts) și doctorat (PhD) în economie în stil american, precum și o diplomă de masterat în economie aplicată (Programul MAE), în conformitate cu o cartă acordată de statul New York. De asemenea este oferit un program de tip study abroad (UPCES). CERGE-EI desfășoară cercetări în economie teoretică și aplicată precum și în economie politică. Limba de studiu este limba engleză.
Existența CERGE-EI este urmarea unui efort comun al Centrului pentru Educație și Cercetare Economică a Universității Caroline din Praga și a Institutului de Economie din cadrul Academiei de Științe a Republicii Cehe.  Scopul acestui proiect a fost acela de a educa o nouă generație de economiști din țările post-comuniste.en Centrul a fost fondat în 1991, printre fondatori numărându-se Jan Švejnar en  și Jozef Zieleniec cs . Studenții care studiază în prezent la CERGE-EI vin din Europa Centrală și de Est, Rusia și alte țări din fostul bloc sovietic, Asia Centrală și alte țări. en 

## Comunitatea academică
În prezent studiază la CERGE-EI aproximativ 120 de studenți din peste 30 de țări din toată lumea, majoritatea din Europa Centrală și de Est și din statele post-sovietice. Corpul profesoral permanent al CERGE-EI este în prezent format din 19 cercetători din diferite țări. Trei dintre aceștia au scris lucrarea de doctorat sub supravegherea unui laureat al Premiului Nobel pentru economie. Cei mai mulți dintre profesori dețin un titlu de doctor în economie de la renumite universități din SUA și din Europa de Vest.

## Programe

### Programul de masterat / doctorat
Programul de doctorat este conceput în conformitate cu modelul american de doctorat în economie și este compus din doi ani de cursuri. Conform modelului american, urmat îndeaproape, în primul an se oferă cursurile obligatorii de microeconomie, macroeconomie și econometrie. În anul doi, studenții își aleg cursurile în concordanță cu viitoarea specializare. După absolvirea primilor doi ani de cursuri obligatorii urmează doi sau mai mulți ani de cercetare și de scriere a lucrării de disertație sub supravegherea corpului didactic.
Master of Arts (MA) este acordat studenților care au absolvit cu succes primi doi ani de cursuri. În mod frecvent studenții CERGE-EI își desfășoară o parte din activitatea de cercetare la universități partenere din Europa de Vest și America de Nord. 
Absolvenți CERGE-EI sunt angajați de către organizații internaționale cum ar fi 
Fondul Monetar Internațional și Banca Europeană pentru Reconstrucție și Dezvoltare (BERD), universități, firme de consultanță, instituții financiare private, bănci regionale și centrale și diferite ministere. Deși unii absolvenți CERGE-EI ocupă poziții de management în consultanță, o diplomă de masterat sau de doctorat de la CERGE-EI nu ar trebui să fie confundată cu o diplomă MBA.

### Programul MAE
Programul MAE este un program de master în economie aplicată cu durata de un an (trei semestre). Programul se desfășoară integral în limba engleză, conținând inclusiv cursuri de limba engleză profesională. Studenții își aleg o specializare academică prin posibilitatea selectării cursurilor. Programul este rulat sub statutul acordat de către Consiliul de Regență ai statului New York Departamentul de Educație (Universitatea de Stat din New York), prin urmare dimploma oferită este o diplomă americană. Această dimplomă califică studenții pentru obținerea de posturi de analiști, consultanți, economiști în companii private, instituții financiare și firme de consultanță, bănci și ministere.

### Centrul de abilități academice
Întrucât admiterea în programul CERGE-EI nu este condiționată de TOEFL sau de un alt examen de limba engleză, programul dispune de un centru în care studenții își pot dezvolta competențele lingvistice și cele academice. Pe parcursul primilor doi ani studenții primesc asistență sub formă de cursuri obligatorii, în timp ce mai târziu le este oferită asistența lingvistică în activitatea lor, cum ar fi lucrarea de disertație.

## Ajutor financiar
O parte dintre studenții admiși la programul de master/doctorat beneficiază de burse de studii, iar după primii doi ani de studiu, aproape toți studenții care continuă în cadrul programului de doctorat. Începând cu cel de-al cincilea an, studenții primesc finanțare sub forma unui salariu, prin ocuparea poziției de cercetător junior în cadrul Institutului de Economie (JEIRs).

## Cercetare
Social Research Network Science (SSRN), în clasamentul său pentru 
departamentele de economie și centre de cercetare, a plasat CERGE-EI pe locul
58 din 1236 instituții la nivel mondial. În topul Lucrărilor de cercetare în Economie (RePEc) s-a clasat în top 6% între departamentele economice / instituțiile de cercetare din Europa. 
CERGE-EI este reprezentantul Central and East European Regional Network pentru Rețeaua de Dezvoltare Globală (GDN) en . Prin intermediul programului GDN, CERGE-EI oferă aproximativ 25 granturi de cercetare. Aceste subvenții includ mentorat oferit de către cercetători seniori.